# 地穴寓言
洞穴寓言也称洞喻，是古希腊哲学家柏拉图在其著作《理想国》（514a–520a）中提出的一个寓言故事，用来比较“教育（παιδεία）和缺乏教育对我们本性的影响”。洞喻来源于柏拉图的哥哥格劳孔与其老师苏格拉底之间的对话，并由后者记述。洞喻在日喻（508b–509c）和線喻（509d–511e）后提出。
在洞喻中，柏拉图描述了一群人，他们一生都被锁链拴在洞穴的墙壁旁，面对着一堵空白的墙壁。这些人观察从他们身后火堆前经过的物体投射在墙上的影子，并为这些影子命名。影子是囚犯们的现实，但并不是真实世界的准确呈现。影子代表我们通常可以凭借感官感知的现实片段，而阳光下的物体则代表我们只能通过理性感知的物体真实形态。存在三个更高的层次：自然科学，数学、几何学与演绎推理，以及理型論。
苏格拉底解释说，哲学家就像一个从洞穴中获释的囚犯，逐渐明白墙上的影子其实并不是所见图像的直接来源。哲学家的目标是理解和感知更高层次的现实。然而，其他囚犯甚至不想离开洞穴监狱，因为他们对更好的生活一无所知。
苏格拉底说，这一寓言可以与以前的著作（日喻和线喻）相结合。

## 概要

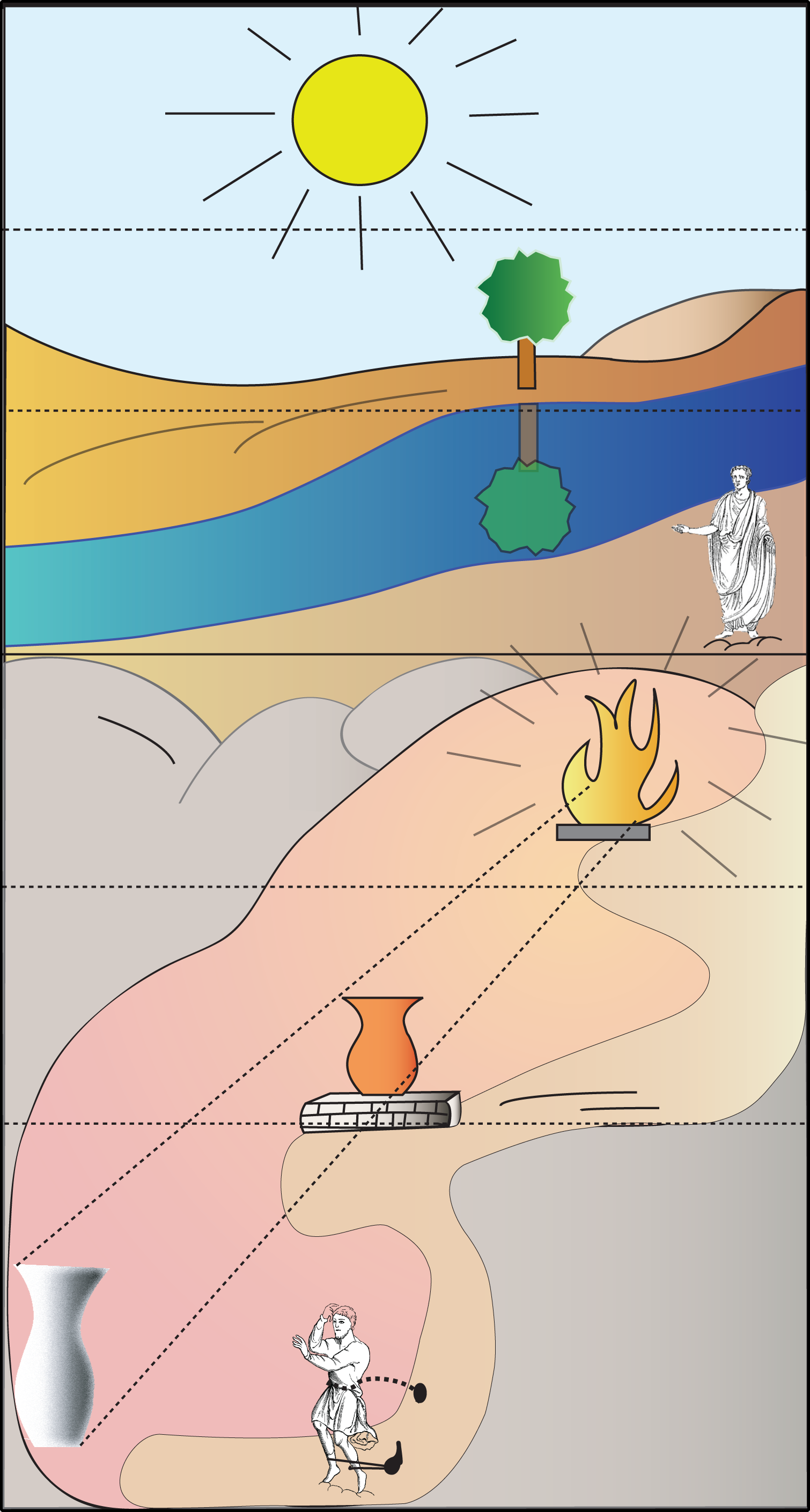
洞穴寓言，从上到下为：
- 太阳（“至善形式”）
- 自然事物（形式）
- 自然事物的反映（数学对象）
- 火（可见的太阳）
- 人造物体（有形的/可见的生物和物体）
- 人造物体的影子，寓言（图像，幻觉，日喻与線喻）

- 太阳（“至善形式”）
- 自然事物（形式）
- 自然事物的反映（数学对象）
- 火（可见的太阳）
- 人造物体（有形的/可见的生物和物体）
- 人造物体的影子，寓言（图像，幻觉，日喻（英语：analogy of the sun）与線喻）

### 洞穴囚禁
柏拉图首先让苏格拉底请格劳孔想象一个洞穴，那里的人从小（非从出生起）就被囚禁，这些囚犯被铁链拴住，并且腿和脖子都被固定，以至于只能被迫盯着面前的墙壁，无法环顾洞穴、互望或看自己（514a-b）。囚犯的身后是一堆火，火和囚犯之间是一条高高的带有矮墙的人行道，人们手里拿着“人和其他生物”的物品或木偶在道上行走（514b）。
人们走在墙后，这样他们的影子就不会被囚犯看到，而他们携带的物品则会留下投影（“就像木偶戏演员面前有幕布，他们在幕布上操作木偶一样”）（514a）。囚犯们看不到身后发生的任何事情，只能看到投射在洞穴前方墙壁上的影子。人们说话的声音在墙壁间回荡，囚犯们认为这些声音来自于影子。
苏格拉底认为，影子对囚犯来说就是现实，因为他们从未见过其他东西，他们意识不到看到的东西是火堆前物体的影子，更意识不到这些物体来自于洞穴外他们没有看到过的真实事物（514b-515a）。

### 离开洞穴
接下来，苏格拉底假设囚犯得到释放:199。获释囚犯环顾四周时会看到火光，光线会伤害他的眼睛，让他难以看清投影的物体。如果他被告知现在看到的是真实的景象，而在墙上看到的是假的，那么他是不会相信的。苏格拉底继续说道，获释囚犯会痛苦地转身跑回他所习惯的地方（即墙壁投影处）。光线“……会伤害他的眼睛，他会跑向他曾看到过的东西，他相信这些东西比刚才向他展示的更为真实。”
苏格拉底继续说道：“假设……有人强行把他从洞穴中拖出，穿过崎岖陡峭的路，直到拖到阳光下才停。”囚犯会感到愤怒而痛苦，而当太阳光照得他什么都看不见时，这种感觉则会加剧。
“慢慢地，他的眼睛适应了太阳光线。起初他只能看到影子，后来逐渐可以看到水中人和物体的倒影，然后再看到人和物体本身。他能够在晚上看到星星和月亮，最终可以看到太阳本身。”（516a）只有在他能够直视太阳之后，“他才能够对太阳进行思考”，思考太阳是什么（516b）。

### 返回洞穴
苏格拉底继续说道，获释囚犯会认为洞穴外的世界比他在洞穴中经历的世界更美好，并试图与留在洞穴中的囚犯分享，希望他们加入自己经历过的旅程。“他会为自己的变化感到庆幸，同情（其他囚犯）”，并希望把他在洞穴中的同胞带出到阳光下（516c）。
返回囚犯的眼睛已经适应了阳光，再次进入洞穴时眼睛会看不清，就像第一次暴露在阳光下时一样（516e）。根据对话，留在洞穴中的囚犯会从返回者的失明推断出，走出洞穴会伤害他们，他们不该进行类似的旅程。苏格拉底得出结论：如果囚犯们有能力，他们会出手杀死任何试图把他们拖出洞穴的人（517a）。

## 释义
苏格拉底向葛劳康解释了这个比喻的含义。洞穴是人体感官所能及的世界的化身，它代表了人类的处境。走出洞穴并看见太阳的过程，则代表灵魂从可視的世界，提升到“理念的境界”，即只有精神才可领会的世界。柏拉图以此表达了他的理念论，即在他的理念世界里，存在着各种物质现象的原始理念。在这些纯粹的精神造物中，善的理念占据着最高的地位，它对应于洞穴比喻中的太阳。在对话中，苏格拉底确信，为了达成善良的理念，我们必须要接受外力的帮助，只有这样才能在私人和公众生活里理智地行事。  
但与此同时，苏格拉底也强调，他在此作出的仅仅是一种猜测或者希望，而不是确切无疑的认识。尽管他按照葛劳康的引导表述了自己的观点，但这个观点的正确性只有神能知晓。而这也表明了苏格拉底自己并未上升到善的理念，他不是在叙述自己的经验，而只是在谈论猜想。
最终，苏格拉底指出，在神的视角看来，那些返回洞穴的人就如同被遣返回人世苦海。他不能很快的适应这一点，所以他会在这个无法被理解的环境里显得笨拙和可笑。如果穴居的囚犯能有更多共情，他们也许就会认识到有两种截然不同的视力障碍：其一出现在从黑暗走向光明，另一是从光明退回黑暗。这也适用于人的灵魂，当一个人经历了一段截然不同的体验，从而迷失自我，无法认识某个事物的时候，当事人不应当受到嘲笑，因为这可能是由于他来自那理念的光明世界，无法立刻习惯洞穴里黑暗氛围；或者也有可能是他从一个无知的环境闯入一个相对明了的世界，从而感到头晕目眩。这两种相互对立的原因，可能导致相同的结果。
随后，苏格拉底叙述了哲学教育的意义。哲学教育被视为是一种“转向”的技艺，它的目的是把灵魂从黑暗引向光明，亦即从可視的世界转向至完整的存在，最终使其看到善的理念。这种精神层面的上升只有通过孜孜不倦的哲学实践才可实现。苏格拉底强调说，就如穴居者的眼睛只能随整个身体一起转动那样，他们用来理解事物的灵魂器官也只能随整个灵魂一起转向。苏格拉底详细描述了职业教育的方法。首先，他归纳了不太重要的课程，比如体育和音乐，然后，他依次列举了入门哲学所需的算术、几何、天文以及和声理论。需要注意的是，在学习过程中需要采用恰当的方法，而不是照葫芦画瓢按经验办事，我们需要以理论为基础寻求普遍规律，否则无济于事。在完成了这些学科的入门之后，我们才能开始辩证法的学习，从而走上哲学真理的探索之路。
当一个哲学家实现目标来到了理念世界，他当然想长久地停留在这个高级的领域。但是，他却不得不重新回到那个“洞穴”，因为他对同胞的命运负有责任，他的同胞还停留在洞穴里，他们需要他的帮助。因为他尚有公平正义的美德，所以他认为这么做是对的。

## 历史背景和哲学背景
《理想国》中的苏格拉底是一个文学上的形象，他不等同于历史上真实的苏格拉底。柏拉图是苏格拉底的学生，在洞穴寓言中，所谓“囚犯宁愿杀害一个解救他们的人”正是对苏格拉底命运的隐射——公元前399年，苏格拉底因为“不敬神”和“腐蚀青年”的罪名而被雅典公民组成的陪审团判处死刑。
依据柏拉图的理念论，在我们的日常世界之外还存在有一个完美的理念世界，因此我们所见、所创造的一切都是不完美的，它们相对于物的理念都是有瑕疵的。这个观点似乎也暗含了对艺术作品的轻视，因为艺术作品是对现实世界的某种描绘，那么就此而言它必然是不如现实“完美”的。

## 文化影响
- 弗朗西斯·培根用“洞穴中的偶像”一词来指代因个人偏见和关注而产生的错误理解。
- 托马斯·布朗在其1658年的论述《瓮葬》中指出：“两个婴儿在子宫里就今世的状况进行的对话，可以很好地说明我们对来世的无知。我认为我们还在用柏拉图式的说法，我们只是胚胎哲学家。”
- 进化生物学家杰里米·格里菲斯的《被否认的物种》中有一章被命名为“破译柏拉图的洞穴寓言”。
- 电影《同流者》、《黑客帝国》、《异次元杀阵》、《移魂都市》、《楚门的世界》、《我们》和《微光城市》都是以柏拉图的洞穴寓言为蓝本的。
- 2013年的电影《末日哲学家》中有一个片段，齐米特把詹姆斯的生活比作洞穴的寓言。
- 何塞·萨拉马戈的小说《洞穴》描述了柏拉图洞穴的发现：“这是一个融合了办公大楼、购物中心和公寓功能的巨大综合体”。
- 艾玛·多诺霍承认柏拉图的洞穴寓言对其小说《房间》的影响。

## 延伸阅读
- Kim, A. . Idealistic Studies. 2004, 34 (1): 1–24. doi:10.5840/idstudies200434118. INIST:16811501.
- Zamosc, Gabriel. . Ideas y Valores. 2017, 66 (165). doi:10.15446/ideasyvalores.v66n165.55201 . ProQuest 1994433580.
- Mitta, Dimitra. . Kernos. 1 January 2003, (16): 133–141. doi:10.4000/kernos.815 .
- McNeill, William. . Notre Dame Philosophical Reviews. 5 January 2003  [2023-10-25]. （原始内容存档于2023-05-11）.
- Eckert, Maureen. . Glipmse Journal. 2012, 9: 42–49  [2023-10-25]. （原始内容存档于2023-04-08）.
- Tsabar, Boaz. . Studies in Philosophy and Education. 1 January 2014, 33 (1): 75–87. S2CID 144408538. doi:10.1007/s11217-013-9364-5.
- Malcolm, J. . The Classical Quarterly. May 1981, 31 (1): 60–68. S2CID 170697508. doi:10.1017/S0009838800021078.
- Murphy, N. R. . The Classical Quarterly. April 1932, 26 (2): 93–102. S2CID 170223655. doi:10.1017/S0009838800002366.